# Helmut Mehringer
Helmut Mehringer (* 7. Dezember 1912 in Marktredwitz; † März 1944) war im nationalsozialistischen Deutschen Reich leitender Beamter im Reichssicherheitshauptamt.

## Leben
Nach dem Abitur 1932 am Wilhelmsgymnasium München studierte Helmut Mehringer an der Universität München Rechtswissenschaften, Geschichte und Wehrwissenschaft. Er trat zum 1. Dezember 1931 in die NSDAP ein (Mitgliedsnummer 736.440) und wurde nach dem Ende des Studiums wissenschaftlicher Mitarbeiter im Wehrpolitischen Amt der NSDAP. Nach dieser raschen Parteikarriere wurde er mit Unterstützung des Sicherheitsdienstes zum Leiter der Amtsgruppe II A 1 „Presse“ im Reichssicherheitshauptamt ernannt. Ab 1941 übernahm er im Amt VII die Unterabteilung VII A 2 (Berichterstattung, Übersetzungsdienst, Sichtung und Verwertung von Pressematerial), nachdem er im Januar und Februar 1941 den Lehrgang für koloniale Schulung (Afrika) an der SIPO-Führerschule Berlin-Charlottenburg besucht hatte.
Helmut Mehringer war ganz dem Gedankengut des Nationalsozialismus ergeben. Dies kommt vor allem in seiner 1938 erschienenen Publikation Die NSDAP als politische Ausleseorganisation zum Ausdruck. In dieser Publikation vertritt er den Gedanken, dass die NSDAP eine Eliteorganisation sei, die eine feste Führungshierarchie aufgebaut hat, um als politische Ausleseorganisation zu wirken.
Mehringer engagierte sich auch aktiv in der SS, in der er am 9. November 1941 zum Sturmbannführer befördert worden war (SS-Nummer 314.754).
Im März 1944 kam Helmut Mehringer an der Ostfront ums Leben. Nach anderen Angaben starb er bei einem Luftangriff auf Berlin. Er wurde auf dem Waldfriedhof in München begraben.

## Werke
- Die Armee ohne Banner, Dresden: Franz Müller, 1943
- Frankreichs öffentliche Meinung, Berlin: Junker & Dünnhaupt, 1940 (= Schriften des Deutschen Instituts für außenpolitische Forschung, Heft 75).
- Die NSDAP als politische Ausleseorganisation, München: Deutscher Volksverlag, 1938 Digitale Bibliothek Elbing